# سیارک ۶۶۸۲
سیارک ۶۶۸۲ (به انگلیسی: 6682 Makarij، نامگذاری:1973ST3) شش هزار و ششصد و هشتاد و دومین سیارک کشف شده‌است که در ۲۵ سپتامبر ۱۹۷۳ کشف شد.
قدر مطلق سیارک برابر ۱۴٫۳۰ است.